# Entylia carinata
Entylia carinata — вид напівтвердокрилих комах родини горбаток (Membracidae).

## Поширення
Вид поширений в Південній та Північній Америці від півночі Аргентини до півдня Канади.

## Опис

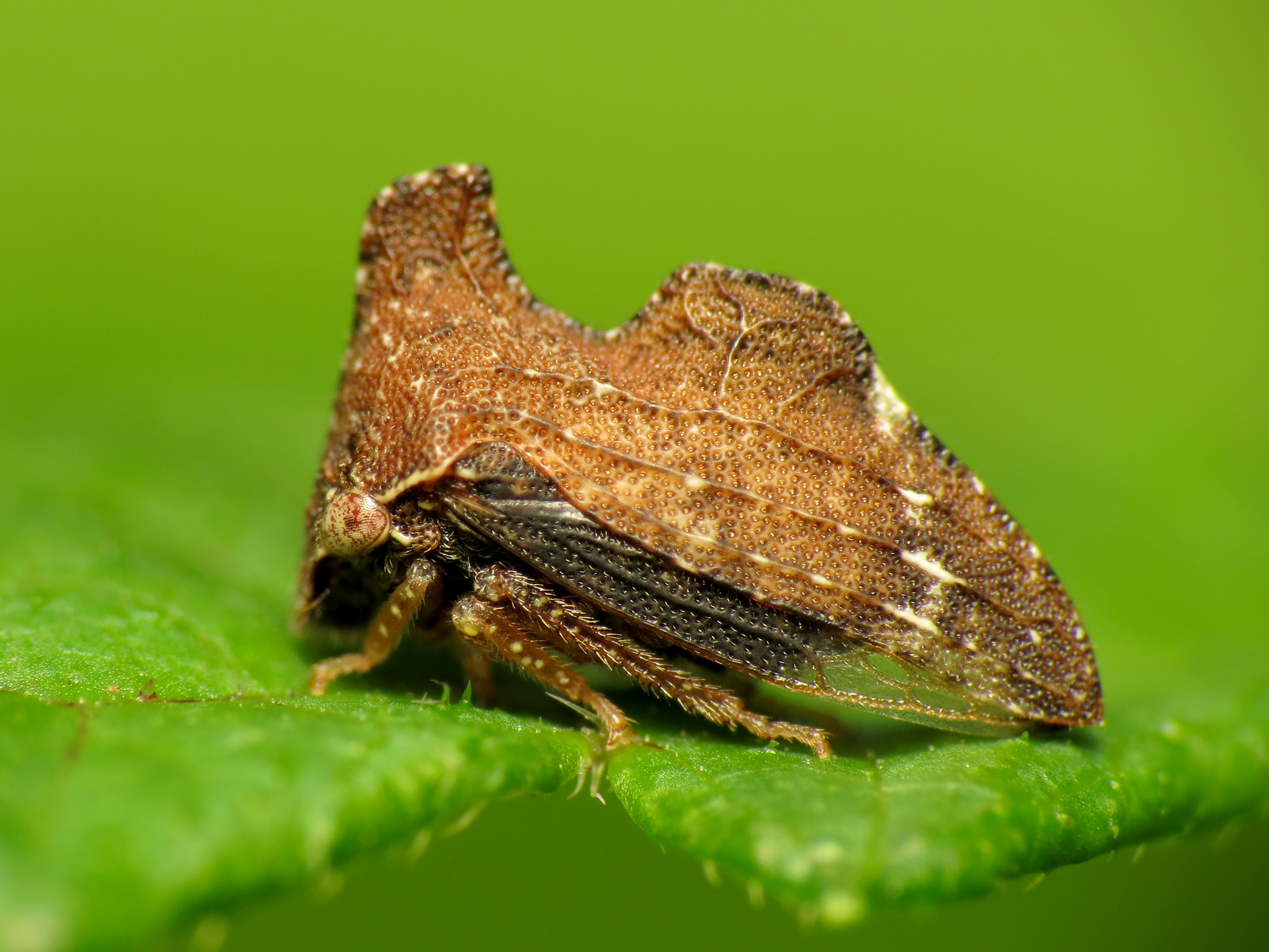

Комаха завдовжки від 3,6 до 4,3 мм. Забарвлення тіла від різних відтінків коричневого або жовтуватого до майже чорного або білого кольору. Навіть комахи з однієї популяції мають різноманітне забарвлення. Тіло сплюснене з боків. На спині є два горбоподібних вирости, з яких передній більший.

## Спосіб життя
Імаго та личинки (німфи) живляться листям рослин. За рік буває до чотирьох поколінь. Комахи живуть у симбіозі з мурашками: мурашки споживають солодкуваті виділення горбаток, а горбатки за це отримують захист.